# 담합 (용어)
담합 또는 공모는 다른 사람의 법적 권리를 속이거나, 오도하거나, 사취함으로써 공개 경쟁을 제한하기 위해 둘 이상의 당사자 간의 기만적인 합의 또는 비밀 협력이다. 담합이 항상 불법으로 간주되는 것은 아니다. 법으로 금지된 목적을 달성하는 데 사용될 수 있다. 예를 들어, 사기를 치거나 불공정한 시장 이익을 얻는 경우이다. 시장을 분할하고, 가격을 정하고, 생산을 제한하거나 기회를 제한하는 것은 기업이나 개인 간의 합의이다. 여기에는 "노조, 임금 담합, 리베이트 또는 담합 당사자 간 관계의 독립성을 허위로 표현하는 것"이 포함될 수 있다. 법적인 측면에서 담합으로 인해 발생한 모든 행위는 무효로 간주된다.

## 같이 보기
- 가격지도제
- 회사범죄
- 경쟁법